# Горбуша

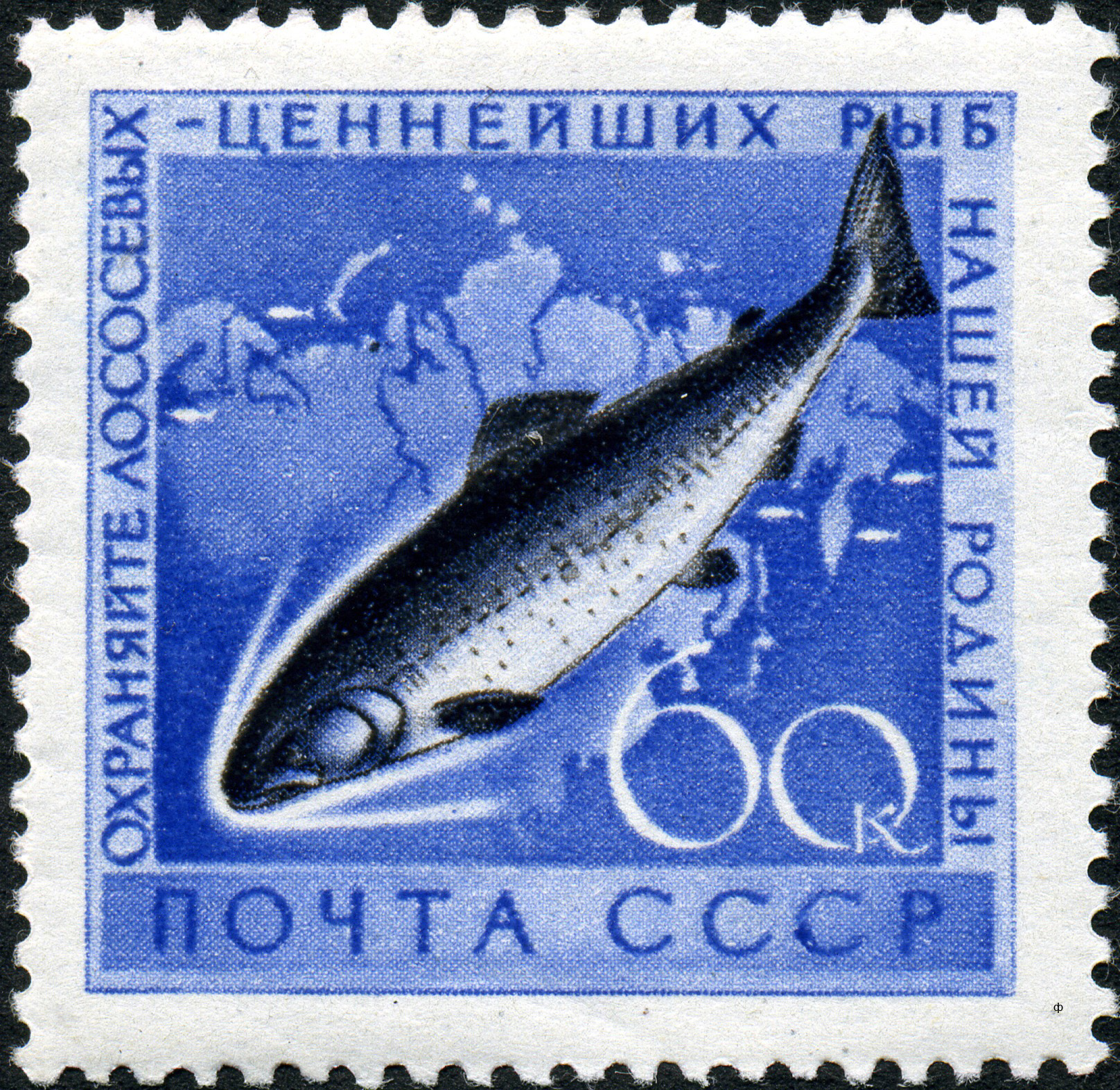
Почтовая марка СССР, 1959 год

Горбу́ша (лат. Oncorhynchus gorbuscha) — вид анадромных рыб из семейства лососёвых (Salmonidae). Наименьший по размерам и наиболее распространённый и быстрорастущий представитель рода тихоокеанских лососей (Oncorhynchus).

## Внешний вид
В океане у горбуши спина голубого или сине-зелёного цвета, бока серебристые, а брюхо белого цвета. По возвращении в нерестилища цвет рыбы меняется: она становится бледно-серой сзади, брюшко приобретает желтовато-белый оттенок (хотя некоторые особи приобретают зелёный оттенок). Как и все лососёвые, горбуша имеет жировой плавник, находящийся между спинным плавником и хвостовым плавником. Также её отличительными чертами являются белого цвета рот, отсутствие зубов на языке, большие овальные чёрные пятна на спине, V-образный хвостовой плавник и анальный плавник, состоящий из 13—17 мягких лучей. За время миграции к нерестилищам у самцов развивается чётко различимый горб на спине, из-за которого этот вид лососёвых получил своё название. Средняя масса горбуши — 2,2 кг. Самцы горбуши в среднем длиннее самок на 1,2—4,5 см и тяжелее на 100—450 г. При этом на Южных Курильских островах и кое-где на Сахалине самки несколько крупнее самцов. Самая большая известная горбуша достигала в длину 76 см при массе 7 кг.

## Размножение
Нерестится в июле — начале октября, для чего в июне — августе заходит в реки. Как и другие лососёвые, перед откладыванием икры самка строит гнездо, выкапывая в грунте хвостовым плавником несколько углублений. После оплодотворения икринки закапываются и образуется так называемый нерестовый бугор.
Личинки вылупляются в ноябре — январе. При нахождении в грунте питаются за счёт запасов желточного мешка. В начале мая — начале июня мальки выходят из гнезда и скатываются в море. Большая часть мальков при этом съедается хищными рыбами и птицами. В это время они имеют длину около 30 миллиметров и однотонную серебристую окраску без поперечных полосок.
Мальки горбуши уходят в северную часть Тихого океана и живут там до следующего лета, то есть продолжительность жизненного цикла горбуши от нереста до нереста составляет 2 года, что определяет двухлетнюю периодичность колебаний её численности. После нереста погибает.

## Среда обитания
У горбуши по отношению к другим лососёвым наименее выражен хоминг, поэтому её удаление от мест рождения может достигать сотни и тысячи километров.
Горбуша водится в холодных водах, предпочитает температуру 5,6—14,6 °С при оптимальной температуре в 10,1 °С. При температуре в 25,8 °С рыба погибает. Горбуша водится в прибрежных водах Тихого и Северного Ледовитого океанов, от реки Сакраменто в Северной Калифорнии до реки Маккензи в Канаде и от реки Лена в Сибири до Кореи. В Азии распространена вплоть до Хонсю на юге.
В своё время горбуша была случайно заселена в Великие озёра и успешно там прижилась. В самих Великих озёрах горбуша часто встречается в озере Верхнем и довольно редко — в озере Мичиган. В 1960-х годах горбушу акклиматизировали на Кольском полуострове, где рыба неплохо прижилась и начала распространяться по рекам Северной Норвегии, где составляет конкуренцию атлантическому лососю.

## Промысел и использование в кулинарии
В большинстве стран горбуша является ценной промысловой рыбой. Но в Норвегии рыба считается сорной и там принимаются меры по уничтожению её популяции в местных реках.
| Год                      | 2000  | 2001  | 2002  | 2003  | 2004  | 2005  | 2006  | 2007  | 2008  | 2009  | 2010  | 2011  | 2012  | 2013  | 2014  |
| Мировые уловы, тыс. т    | 293,7 | 386,9 | 277,3 | 421,4 | 293,6 | 489,6 | 334   | 524,5 | 309,7 | 603,4 | 398,2 | 585,4 | 406,1 | 570,5 | 297,9 |
| Российские уловы, тыс. т | 147,6 | 170,8 | 108,1 | 180,1 | 113,3 | 205,6 | 199,6 | 259,8 | 165   | 425   | 201,4 |       |       |       |       |

Её мясо подходит для приготовления супов, тушения, жарки, засолки, консервирования и сушки. Однако специалисты отмечают специфическую «сухость» мяса, особенно жареного. Икра горбуши также используется в кулинарии: после засола консервируется.